# 白川真理
白川 真理（しらかわ まり）は、日本のゲームクリエイター。任天堂所属。

## 人物
主に携帯型ゲーム機向けソフトのスーパーバイザーやコーディネーターを務める。自身が担当した2006年の『もぎたてチンクルのばら色ルッピーランド』の発売前には、作品と関連する特設サイト「チンクルハウス」を運営。2011年発売の『あつめて!カービィ』では初めてディレクターを務めた。
昆虫好きで、休暇中に海外へ単身で昆虫を探しに行くこともある。

## 作品
- マジカルバケーション - スペシャルサンクス
- マジカルバケーション 5つの星がならぶとき - スーパーバイザー
- 星のカービィシリーズ
  - 星のカービィ 鏡の大迷宮 - コーディネーター
  - タッチ!カービィ - コーディネーター
  - 星のカービィ ウルトラスーパーデラックス - コーディネーター
  - あつめて!カービィ - ディレクター
- マリオシリーズ
  - スーパーマリオボール - テストコーディネーター
  - New スーパーマリオブラザーズ 2 - レベルデザイナー
- チンクルシリーズ
  - もぎたてチンクルのばら色ルッピーランド - スーパーバイザー
  - できすぎチンクルパック
  - いろづきチンクルの恋のバルーントリップ - スーパーバイザー
- ゼルダの伝説シリーズ
  - ゼルダの伝説 神々のトライフォース2 - スクリプト（菱田達也と共同）
  - ゼルダの伝説 トライフォース3銃士 - プランナー（山田洋一・池松真一と共同）
  - ゼルダの伝説 ブレス オブ ザ ワイルド - ゲームデザイン（共同）[3]
- シータ - スーパーバイザー
- 立体ピクロス - コーディネーター
- ロックンロールクライマー - スーパーバイザー
- リングフィット アドベンチャー - シナリオ&スクリプト